# Michał Elwiro Andriolli

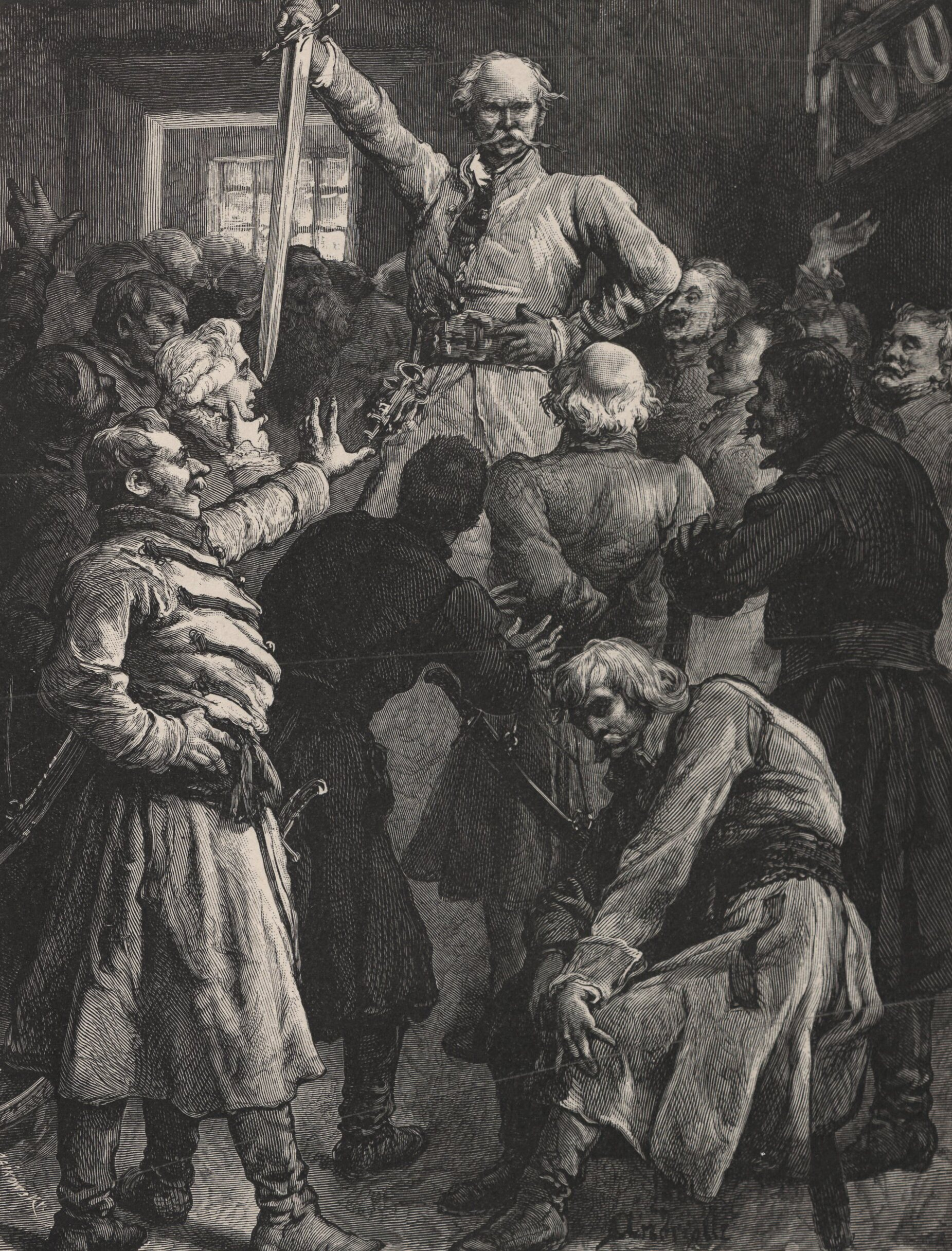
Illustration zu Pan Tadeusz

Michał Elwiro Andriolli (* 2. November 1836 in Vilnius; † 23. August 1893 in Nałęczów) war ein polnischer Maler und Architekt. Er ist vor allem für seine Illustrationen von Mickiewiczs epischem Gedicht Pan Tadeusz sowie für seine Villen in Vororten von Warschau bekannt.
Andriolli ist ein Nachfahre einer Familie italienischer Immigranten, die sich infolge der napoleonischen Kriege in Polen niederließen. Andriolli studierte ab 1855 in Moskau Malerei und Bildhauerei. Er graduierte 1858 in Petersburg. Nach seiner Rückkehr nach Polen erhielt er ein Stipendium, das ihm 1861 eine Reise nach Rom erlaubte, wo er seine Studien an der Accademia San Luca fortsetzte. Wegen seiner Teilnahme am Januaraufstand musste er aus Polen fliehen und lebte zuerst in London und dann in Paris. 1866 kehrte er als Abgesandter polnischer Emigranten in das russisch regierte Polen zurück. Er wurde aber verhaftet und zu Katorga verurteilt. Erst 1871 wurde er begnadigt, worauf er nach Warschau zurückkehrte, wo er als Illustrator für verschiedene Zeitungen arbeitete. Er wurde zu einem der bekanntesten polnischen Illustratoren seiner Zeit und erhielt mehrere Aufträge, die großen Werke der polnischen Literatur zu illustrieren. Am bekanntesten sind seine Illustrationen zu Pan Tadeusz und Konrad Wallenrod, die zwischen 1879 und 1882 entstanden. Zwischen 1883 und 1886 lebte Andriolli in Paris, wo er französische Ausgaben von Werken von Shakespeare und James Fenimore Cooper illustrierte.
Seine letzten Lebensjahre verbrachte er in einer kleinen Villa in der Nähe von Anielin am Świder-Fluss in der Nähe von Warschau. Von seiner eigenen Villa abgesehen erhielt er auch Aufträge für den Entwurf weiterer Villen und entwickelte dabei einen charakteristischen Architekturstil, der als Świdermajer bezeichnet wird und mehrere Warschauer Vororte prägte.